# Ocotea quadriporata
Ocotea quadriporata är en lagerväxtart som först beskrevs av Burger, och fick sitt nu gällande namn av André Joseph Guillaume Henri Kostermans. Ocotea quadriporata ingår i släktet Ocotea och familjen lagerväxter. Inga underarter finns listade i Catalogue of Life.